# Rosa Maria Marcé i Recasens
Rosa Maria Marcé i Recasens és una química, catedràtica del departament Química Analítica i Química Orgànica de la Universitat Rovira i Virgili. S’ha especialitzat en el camp de les tècniques cromatogràfiques aplicades a problemes mediambientals.
Va graduar en Ciències Químiques el 1987 a la Facultat de Química de Tarragona, que aleshores pertanyia a la Universitat de Barcelona. Va doctorar a la mateixa universitat el 1991 amb una tesi sobre tècniques per determinar els àcids carboxilics en vins i com a catedràtica va dirigir una petita vintena de tesis (2021). Publica sobretot sobre l'analisi química d'aigües pol·luïdes i l'analisi mediambiental. Ja el 2010 va ser classificada com una de les dinou investigadors de la URV amb més impacte internacional, per la quantitat de cites dels seus articles.
Des de febrer 2020 és vicepresidenta de la Societat catalana de química, filial de l'Institut d'Estudis Catalans.
Per una bibliografia extensa de les publicacions científiques vegeu «Open Researcher and Contribut ID (ORCID)». o «Obra de Rosa Maria Marcé i Recasens» a Dialnet.